# Mikasa Corporation
Mikasa Corporation (株式会社 ミカサ, Kabushiki Kaisha Mikasa) és una empresa d'equipament esportiu japonesa amb seu en Nishi-ku, Hiroshima, Chūgoku. Està especialitzada en fabricar material per a esports de pilota, especialment balons per a esports com el futbol, corfbol, bàsquet, voleibol, waterpolo i handbol, que s'utilitzen en partits i competicions oficials.
Els exemples més reeixits són els balons de voleibol, oficials per a totes les competicions de la Federació Internacional de Voleibol i nombroses lligues domèstiques. Des de 1980, són els fabricants dels balons Olímpics de waterpolo.
Són també els fabricants dels balons de futbol Mikasa FT-5, símbol del futbol no-professional per la seua resistència i adaptació a tot tipus de terreny de joc. L'especial duresa del baló s'explica pel fet d'estar farcits de devanat de niló, una tècnica habitual a les pilotes de bàsquet però no a les de futbol.

## Galeria

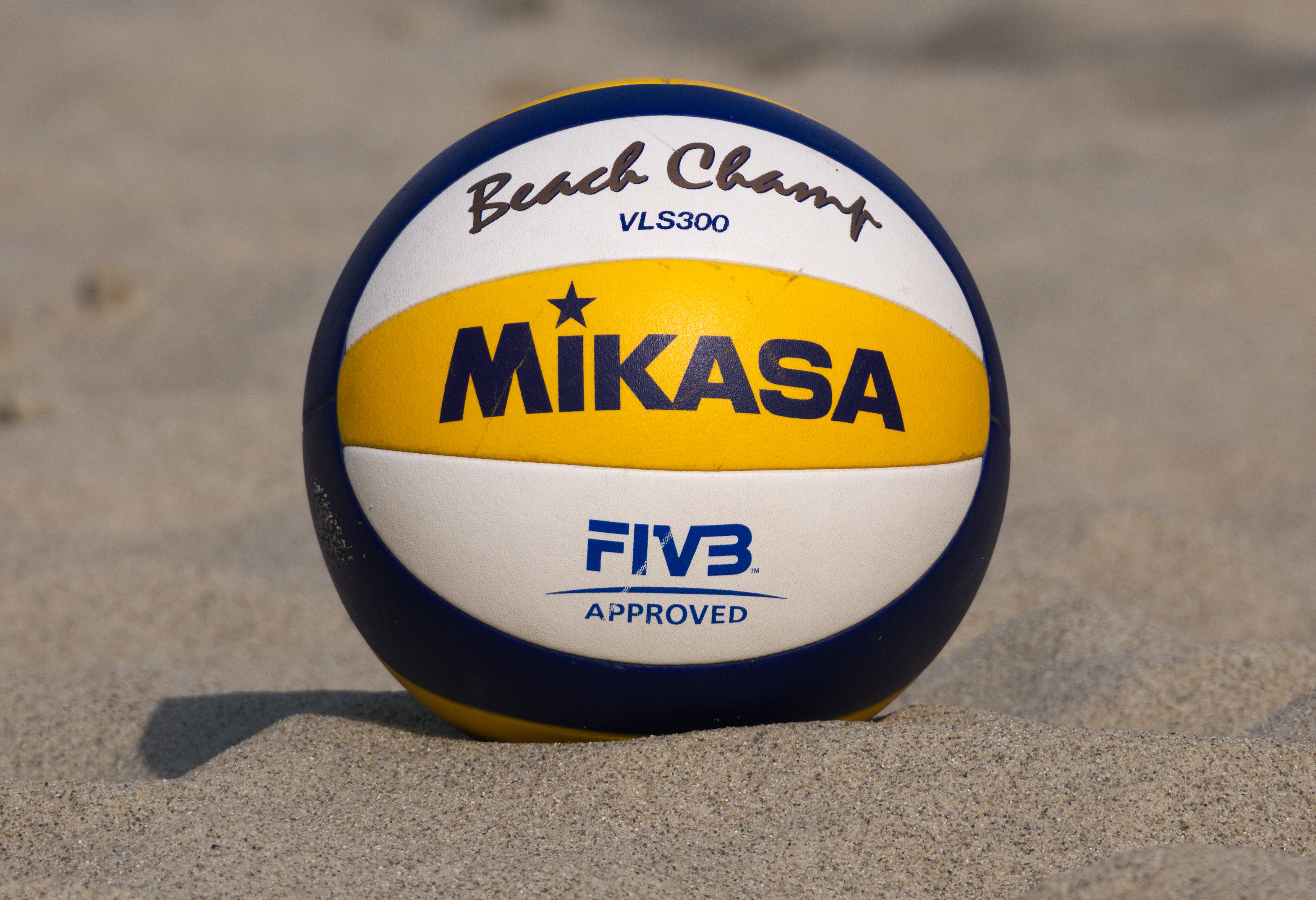
Mikasa VLS300 de voleibol.
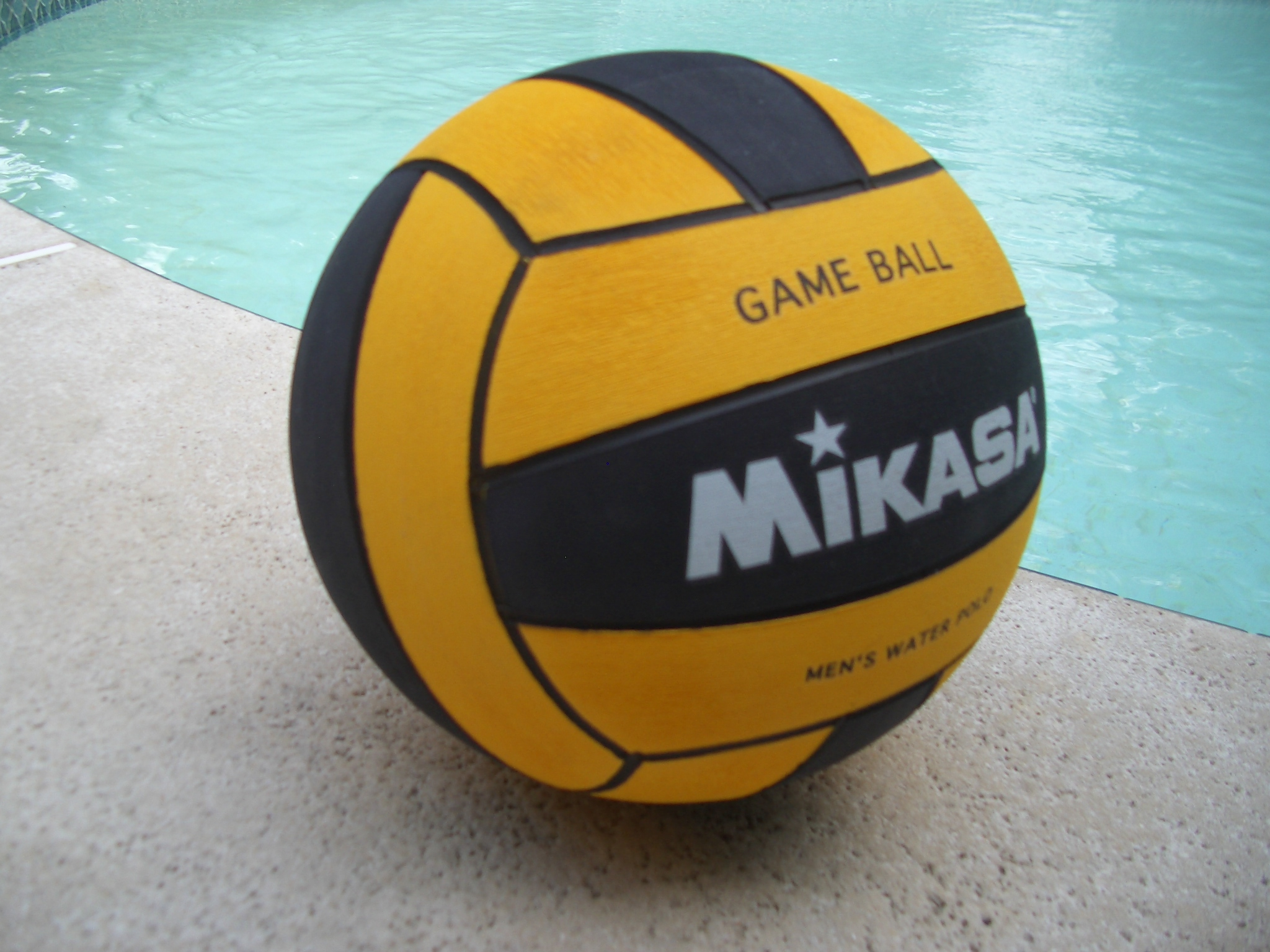
Baló de waterpolo.
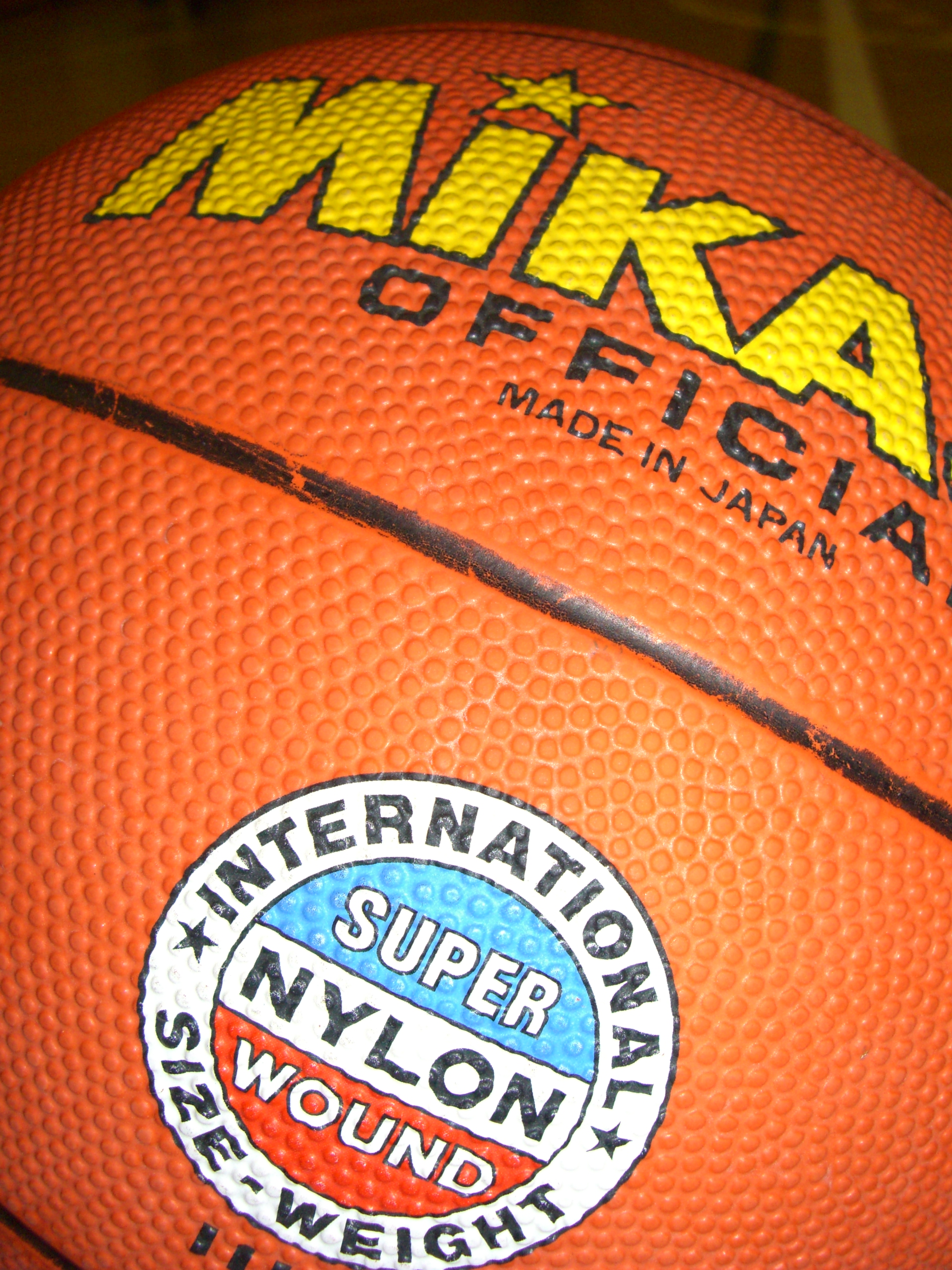
Baló de bàsquet.